# Rod Loomis
Rod Loomis (* 21. April 1942 in St. Albans, Vermont) ist ein US-amerikanischer Schauspieler mit einer über 30 Jahre umfassenden Karriere.

## Karriere
Loomis begann seine Karriere auf der Bühne und war sowohl in Broadway- und Off-Broadway-Aufführungen zu sehen. So spielte er 1972 am Off-Broadway in Two If By Sea, 1973 in der Off-Broadway-Wiederaufführung von You Never Know und 1995 Sir Danvers Carew in Jekyll & Hyde. Am Broadway war er in Uncle Vanya und im Musical Sunset Boulevard zu sehen.
Neben seiner Arbeit auf der Bühne hatte Loomis ab 1973 auch Auftritte in Filmen sowie in Fernsehserien. So hatte er wiederkehrende Rollen in Fernsehserien wie General Hospital als General Konrad Kaluga, in Matt Houston und in Reich und Schön als Adam Banks, war aber auch in Gastrollen zu sehen, beispielsweise als Dr. Paul Manheim in einer Folge von Raumschiff Enterprise – Das nächste Jahrhundert aus dem Jahr 1988.
Im Film war er unter anderem in Beastmaster – Der Befreier als Zed, in Der Tod kommt zweimal, in Jack the Ripper – Die Rückkehr als Dr. Sidney Tannerson und in Bill & Teds verrückte Reise durch die Zeit als Sigmund Freud zu sehen.
Eine seiner letzten Rollen vor der Kamera hatte er 2006 als Osric in einer Folge von Stargate – Kommando SG-1.
Im deutschen Sprachraum wurde Loomis unter anderem von Lothar Blumhagen, Helmut Gauß, Christian Marschall, Peter Neusser, Heinz Petruo, Thomas Rau und Hans Teuscher synchronisiert.

## Filmografie (Auswahl)

### Film
- 1973: Pistolen Jenny – Kanonen unter heißen Röcken (Girls Are for Loving; auch: Cheri – Das Karate-Girl – Schnelle Colts und heiße Lippen und Die kühle Blonde mit der heißen Masche)
- 1975: Sometime Sweet Susan
- 1975: First Ladies Diaries: Rachel Jackson (Fernsehfilm)
- 1980: Casino (Fernsehfilm)
- 1982: Beastmaster – Der Befreier
- 1984: Der Tod kommt zweimal
- 1988: Jack the Ripper – Die Rückkehr
- 1989: Bill & Teds verrückte Reise durch die Zeit
- 2001: The Song of the Lark (Fernsehfilm; Masterpiece Theatre, Staffel 30)

### Fernsehen
- 1973: The Doctors
- 1977: Es bleibt in der Familie (All in the Family)
- 1977–1981: General Hospital
- 1979: Jason of Star Command
- 1979: Victor Charlie ruft Lima Sierra (Miniserie)
- 1980: Vegas
- 1983–1984: Matt Houston
- 1984: Agentur Maxwell (Finder of Lost Loves)
- 1985: Der Denver-Clan
- 1988: Raumschiff Enterprise – Das nächste Jahrhundert
- 1988: Webster
- 1991: Matlock
- 1991: Jake und McCabe – Durch dick und dünn
- 1991–1992: Reich und Schön
- 1993: Zurück in die Vergangenheit
- 1995: University Hospital
- 1995: Burkes Gesetz (Burke’s Law)
- 1999: Eine himmlische Familie
- 2006: Stargate – Kommando SG-1

## Theater (Auswahl)
- 1972: Two If By Sea (Off-Broadway)[12]
- 1973: Uncle Vanya (Broadway-Bühnenstück)[8][13]
- 1973: You Never Know (Off-Broadway-Wiederaufführung)[12]
- 1994–1997: Sunset Boulevard (Broadway-Musical)[8][13]
- 1995: Jekyll & Hyde (Tournee-Theater)